# Rio dos Sinos
Der Rio dos Sinos ist ein Fluss im südbrasilianischen Bundesstaat Rio Grande do Sul. Er entspringt in der Serra Geral bei Caraá etwa 130 Kilometer östlich von Porto Alegre und fließt durch insgesamt 32 Gemeinden in das Jacuí-Delta, das kurz darauf in den Rio Guaíba entwässert. Bis São Leopoldo fließt er in westliche Richtung, dort knickt er in Richtung Süden ab. 
Auf den ersten 15 Kilometern stürzt der Fluss über mehrere Wasserfälle, der höchste über 100 Meter hoch, in die Tiefe. Dort ist das Wasser klar und trinkbar. Im Unterlauf wiederum ist der Rio dos Sinos stark belastet durch ungeklärte Abwässer, auch von der örtlichen Industrie, zum Beispiel Gerbereien. So ist er bei lokalen Umweltgruppen Symbol für Zerstörung der Natur und viele, besonders im Umfeld der Universität von São Leopoldo, engagieren sich für die Reinigung des Flusses.
Der Fluss wurde früher auch als Curuyarei und später als Itapuy bezeichnet. Seit 1748 wird er regelmäßig mit dem heutigen Namen bezeichnet, der kurvenreicher Fluss bedeutet.
Das Vale dos Sinos war im 19. Jahrhundert eines der bedeutendsten Siedlungsgebiete deutscher Einwanderer.